# Mega Machines
Mega Machines is een merk van motorfietsen.
Dit is een Duits bedrijf, gevestigd in Iserlohn dat motorfietsen bouwt met Chevrolet-motoren. Men begon hiermee in 1994.